# Tadeusz Kubalski
Tadeusz Stanisław Kubalski (ur. 3 stycznia 1903 w Będzinie, zm. 5 sierpnia 1963 w Kaliszu) – polski architekt, aktor i reżyser teatralny, w latach 1957–1963 dyrektor Teatru im. Wojciecha Bogusławskiego w Kaliszu.

## Życiorys
Urodził się w rodzinie Wacława i Zofii .
W latach 1929-1930 był uczniem Szkoły Podchorążych Rezerwy Artylerii we Włodzimierzu Wołyńskim. Praktykę odbył w 9 dywizjonie artylerii konnej w Baranowiczach. Na stopień podporucznika został mianowany ze starszeństwem z dniem 1 stycznia 1932 i 37. lokatą w korpusie oficerów rezerwy artylerii, natomiast na stopień porucznika ze starszeństwem z dniem 19 marca 1939 i 211. lokatą w korpusie oficerów rezerwy artylerii.
W czasie kampanii wrześniowej 1939 walczył na stanowisku oficera obserwacyjnego 1 dywizjonu artylerii konnej. 1 października 1939 dostał się do niemieckiej niewoli. Do 30 kwietnia 1945 przebywał w Oflagu VII A Murnau .
W 1961 założył Kaliskie Spotkania Teatralne.
Pochowany na cmentarzu Powązkowskim (kwatera 254-1-28/29).